# Station Ząbki Wąskotorowe
Station Ząbki Wąskotorowe is een spoorwegstation in de Poolse plaats Ząbki.